# 불바람
"불바람"은 1983년에 개봉한 대한민국의 영화이다.

## 캐스팅
- 안소영 : 노성아 역
- 임동진 : 서중환 역
- 김영애 : 오혜령 역
- 유장현
- 남수정
- 윤일주